# Oreogrammitis hainanensis
Oreogrammitis hainanensis är en stensöteväxtart som beskrevs av Barbara S. Parris. Oreogrammitis hainanensis ingår i släktet Oreogrammitis och familjen Polypodiaceae. Inga underarter finns listade.